# Viticoltura in Sicilia
La viticoltura in Sicilia è l'insieme delle attività di coltivazione di uva e produzione di vino svolte nella regione.

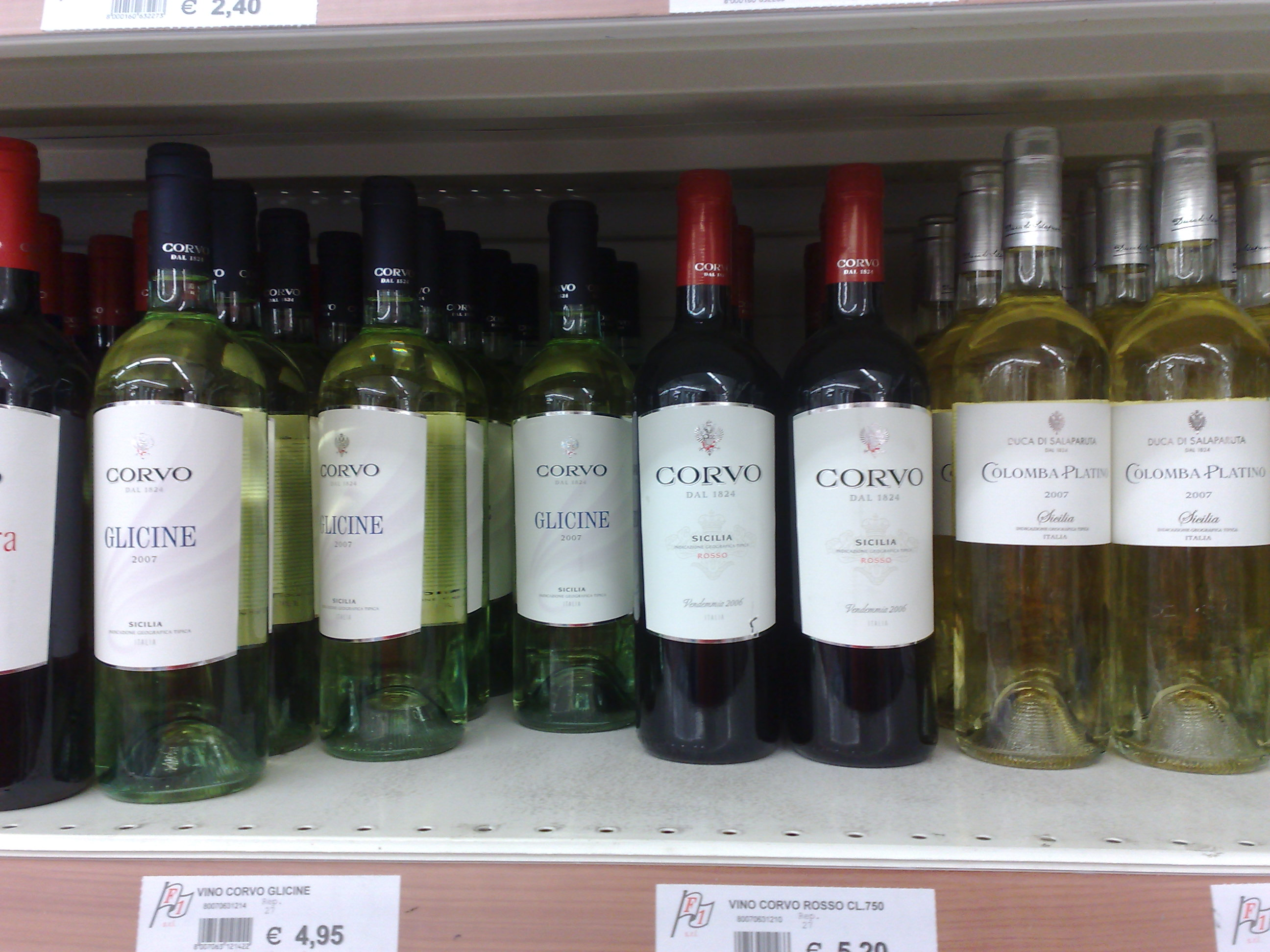
Diversi tipi di vini Corvo

## Storia
La scoperta di residui organici individuati in alcune giare dell'età del rame nei siti preistorici di monte Kronio (Sciacca) e Sant'Ippolito (Caltagirone) ha indotto a ritenere la produzione di vino in Sicilia, tra le più antiche attestate al mondo, risalente ad almeno 6 000 anni fa.
Nella Sicilia orientale la vitivinicoltura si diffuse sin dall'epoca della colonizzazione greca (VII-VI sec. a.C.) con il tradizionale sistema detto ad "alberello".
La nascita del marsala come vino liquoroso è incentrata sulla figura del commerciante inglese John Woodhouse che nel 1773 approdò con la nave su cui viaggiava nel porto di Marsala e lì utilizzò il metodo soleras al vino di quella zona. Il Marsala è stato il primo vino DOC della storia vinicola italiana.
Alla fine degli anni '50 la Regione Siciliana diede vita alle cantine sociali, che raccolsero i piccoli produttori vitivinicoli in cooperative, delle quali oggi restano la cantina Settesoli di Menfi e la Cantina sociale di Trapani.
Dopo che per decenni il vino siciliano è stato utilizzato come vino da taglio per i vini francesi e piemontesi, per la forte gradazione alcolica, a partire dagli anni '70 l'affinarsi delle tecniche di vinificazione ha portato all'istituzione di numerosi vini a denominazione d'origine controllata. La sola provincia di Trapani produce il 10 % del vino italiano anche se solo il 20% del vino viene etichettato.
Oggi la produzione in Sicilia ammonta a milioni di ettolitri grazie a circa 110.000 ettari di vigneti.
Nel 2011 è stata riconosciuta la DOC per il vino siciliano prodotto nell'intero territorio amministrativo della regione.

## Zone di produzione

Mappa dei territori dei vini siciliani

## Zone di produzione[6]

### Sicilia occidentale
- Pantelleria
- Marsala e Mazara del Vallo
- Alcamo, Segesta e Castellammare del Golfo
- Erice
- Monreale
- Terre sicane
- Valle dei templi di Agrigento
- Contea di Sclafani
- Castelli nisseni

### Sicilia orientale
- Etna
- Piazza Armerina
- Vittoria
- Noto
- Siracusa
- Messina (Faro)
- Provincia di Messina (Mamertino)
- Eolie (Malvasia)

## Vitigni

### Autoctoni
| Vitigno                         | Bacca  | Descrizione | Immagine |
| ------------------------------- | ------ | --- | -------- |
| Nero d'Avola                    | Nera   | Originario della Sicilia sudorientale (Avola si trova in provincia di Siracusa), che è oggi il vitigno a bacca rossa più diffuso e più conosciuto della Sicilia.                     |          |
| Alicante Bouschet               | Nera   | |          |
| Nerello mascalese               | Nera   | Originario dell'Etna, la zona di produzione vitivinicola siciliana oggi più in voga. Spesso paragonato come caratteristiche organolettiche al nebbiolo ed al pinot nero di Borgogna. |          |
| Nerello cappuccio               | Nera   | Completa il nerello mascalese sull'Etna. |          |
| Frappato                        | Nera   | Originario della sicilia sudorientale (Vittoria), vitigno molto fresco e poco tannico, meglio se servito sui 12 C circa.                                                             |          |
| Mondeuse                        | Nera   | |          |
| Nocera                          | Nera   | Originario della Sicilia nordorientale, complementare al nero d'Avola nella DOC mamertino.                                                                                           |          |
| Corinto nero                    | Nera   | Diffuso nell'isola di Lipari. |          |
| Perricone                       | Nera   | La cui diffusione è cresciuta negli ultimi anni, in Sicilia occidentale, e utilizzato per il marsala.                                                                                |          |
| Catarratto                      | Bianca | Il vitigno a bacca bianca più diffuso in Sicilia e tra i più diffusi in Italia. |          |
| Grillo                          | Bianca | Vitigno dal grande potenziale nato da un incrocio tra zibibbo e catarratto. |          |
| Grecanico dorato                | Bianca | |          |
| Carricante                      | Bianca | Vitigno chiave della viticoltura etnea. |          |
| Inzolia                         | Bianca | Che insieme al Grillo ed il Catarratto costituisce il blend per il Marsala |          |
| Zibibbo o Moscato d'Alessandria | Bianca | (introdotto per opera dei Fenici a Pantelleria), vitigno utilizzato nella produzione del passito di Pantelleria.                                                                     |          |
| Malvasia                        | Bianca | Anch'essa utilizzata prevalentemente per vinificare vini dolci (in particolare la malvasia delle Lipari).                                                                            |          |
| Malvasia di Lipari              | Bianca | |          |
| Moscato Bianco                  | Bianca | Utilizzato nella produzione dei vini dolci e passiti della Sicilia sudorientale. |          |
| Minnella bianca                 | Bianca | |          |
| Damaschino                      | Bianca | |          |

### Alloctoni
Tra i vitigni alloctoni, risultano particolarmente adatti al territorio siciliano il syrah e lo chardonnay.

## Vini

### DOCG
- Cerasuolo di Vittoria

### DOC
- Alcamo
- Contea di Sclafani
- Contessa Entellina
- Delia Nivolelli
- Erice
- Etna
- Faro
- Malvasia delle Lipari
- Mamertino
- Marsala
- Menfi
- Monreale
- Noto
- Pantelleria
- Riesi
- Salaparuta
- Santa Margherita di Belice
- Sciacca
- Sicilia
- Vittoria

### IGT
- Avola
- Camarro
- Fontanarossa di Cerda
- Salemi
- Salina
- Terre Siciliane
- Valle Belice

## Aziende
Numerose sono le case vinicole che si sono poste ai vertici del mercato vinicolo nazionale tra le quali:
- Florio
- Vini Corvo
- Pellegrino
- Planeta
- Musita
- Romano
- Settesoli
- Firriato
- Tasca d'Almerita
- Cusumano
- Tenuta Valle delle Ferle
- Fazio wines
- Donnafugata